# سبز ایرانی
سبز ایرانی (به انگلیسی: Persian Green) رنگی است در کوزه‌گری و قالی بافی ایرانی مورد استفاده قرار می‌گیرد. این رنگ برای اولین بار در سال ۱۸۹۲ در انگلستان سبز ایرانی نامیده شد.
سبز ایرانی، رنگ سبز تیره مایل به خاکستری است که آبی‌تر، سبک‌تر، و قوی تر از سبز معمولی پیچک و زردتر و روشن‌تر از سبز شوکران است. سبز ایرانی را سبز خزه دریایی نیز می‌نامند.
سبز ایرانی را زیر مجموعهٔ رنگ سبز بهاری می‌دانند.
این رنگ سبز به این دلیل ایرانی نامیده می‌شود که در صنعت کوزه‌گری و فرش‌بافی ایران مورد استفاده قرار می‌گیرد. رگه‌های سبز موجود در سنگ مرمر نیز نمونهٔ بارز رنگ سبز ایرانی هستند.
رنگ سبز در فرهنگ ایرانی رنگی محبوب و ملی به‌شمار می‌آید. این رنگ سمبل باغ‌ها، طبیعت، بهشت، تقدس و پرهیزکاری است. سبز ایرانی همچون قرمز ایرانی دارای هویت ملی است. تاج پرچم ایران سبز رنگ است که به طور ذاتی مکمل و خنثی کنندهٔ رنگ قرمز است. علاوه بر قرمز و سبز ایرانی، رنگ آبی ایرانی از دیگر رنگ‌های ایرانی است که دارای هویت ملی ایران است.